# Natron (hudební skupina)
Natron je italská death metalová kapela, která byla založena roku 1992 původně pod názvem Piper of Hamelin (v překladu Krysař z Hamelnu) jako projekt bubeníka Maxe Marzoccy ve městě Bari v Apulii. O rok později došlo k přejmenování na Natron.
Debutové studiové album s názvem Hung Drawn & Quartered vyšlo v roce 1997 pod hlavičkou italského vydavatelství Headfucker Records.

## Diskografie

### Dema
- Force (1994)
- A Taste of Blood (1997)

### Studiová alba
- Hung Drawn & Quartered (1997)
- Negative Prevails (1999)
- Bedtime for Mercy (2000)
- Livid Corruption (2004)
- Rot Among Us (2009)
- Grindermeister (2012)

### EP
- Unpure (2000)
- Virus Cult (2014)

### Kompilace
- Necrospective (2002)